# Lumberton (Teksas)
Lumberton – miasto w Stanach Zjednoczonych, w stanie Teksas, w hrabstwie Hardin.

## Demografia
Według przeprowadzonego przez United States Census Bureau spisu powszechnego w 2010 miasto liczyło 11 943 mieszkańców, co oznacza wzrost o 36,8% w porównaniu do roku 2000. Natomiast skład etniczny w mieście wyglądał następująco: Biali 96,3%, Afroamerykanie 0,4%, Azjaci 0,7%, pozostali 2,6%. Kobiety stanowiły 50,5% populacji.